# Мирјана Живојиновић
Мирјана Недељковић Живојиновић (Сарајево 25. август 1938.) српска је историчарка и редовни члан САНУ. Од 2004. године обавља дужност председника Друштва пријатеља Свете Горе и уредника публикације овог Друштва.

## Биографија
Основно и средње образовање стекла је у Сарајеву и Дубровнику где је завршила гимназију 1956. године. Исте године започела је студије историје на Филозофском факултету у Београду, на коме је дипломирала је 1960. године (просечна оцена 9.35). Још као студент радила је у библиотеци семинара за византологију. За асистента Византолошког института САНУ изабрана је 1961. године. Под руководством Георгија Острогорског, који је тада руководио Византолошким институтом, магистрирала је 1966. радом Судство у грчким областима Српског царства (објављен 1967). Као стипендиста грчке владе провела је осам месеци у Атини 1966/67, радећи на прикупљању грађе за докторску дисертацију и усавршавању знања грчког језика. Докторску дисертацију, чије је ментор био академик Георгије Острогорски, одбранила је 1970. на Филозофском факултету радом Светогорске келије и пиргови у средњем веку (штамано као књига 1972). За научног сарадника изабрана је 1970. и потом за вишег научног сарадника 1978. године. Радећи на своме усавршавању и прикупљању потребних извора и литературе боравила је по два месеца, најпре 1979, у библиотекама Атине; затим, 1981. године, у Рукописним одељењима Руске државне библиотеке (бивша библиотека Лењина) и Руског државног музеја у Москви, као и у националној библиотеци (бивша библиотека Салтикова Шчедрина) у Петрограду.
Мирјана Живојиновић је велики део своје каријере посветила прошлошћу Свете горе и посебно манастира Хиландара. За члана Хиландарског одбора САНУ изабрана је 1984. године. Као стипендиста угледног научног центра у Вашингтону, Dumbarton Oaks-а, школске 1985/86. године, радила је на теми Трговина манастира. Марта месеца 1987. учествовала је у раду семинара који су водили професори Cécile Morrisson i Jacques Lefort на École Pratique des Hautes Études. За научног саветника Византолошког института САНУ изабрана је 1991. године.
Рад на припремању грчких аката манастира Хиландара, поврен најпре проф. др Фрањи Баришићу, класичару и византологу, који се због болести морао одрећи тога задатка, прешао је на др Мирјану Живојиновић. Да би савладала палеографију и методологију издавања грчкх повеља она је у више махова (1989, 1990, 1991, 1996, 1997, 1998) боравила у Паризу где је радила са париском екипом, посебно са веома искусном у томе послу Дионисијом Папахрисанту. Као резултат тога рада појавила се, као двадесети том издања Архива светогорских манастира (Archives de l’Athos), прва књига грчких повеља манастира  Хиландара: Аctes de Chilandar I, dès origines à 1319. Књигу је Француска академија наградила наградом Шламберже 1999. године. Друга књига са 69 аката из периода 1320-1328. припремљена је за објављивање, док се на трећој за период од 1329. до 1500. ради. Поводом обележавања 800. година од оснивања српског манастира Хиландара М. Живојиновић је написала Историју Хиландара од оснивања манастира 1198. до 1335. године (објављено 1998). У припреми је историја Хиландара до 1500. године.
Мирјана Живојиновић је од новембра 2010. године преузела руковођење Хиландарским одбором и постала уредник Хиландарског зборника.  Као руководилац пројекта за издавање српских владарских повеља из архива манастира Хиландара и уредник књиге Повеље српских владара у архиву манастира Хиландара радила је  на ревизији транскрибованог текста повеља и превода њихове садржине. Бавила се дипломатиком српских владарских повеља за уводну студију о тим документима. У сарадњи са Византолошким центром у Паризу наставила је рад на припреми друге књиге  грчких аката Хиландара у оквиру колекције извора Archives de l’Athos. Заједно са Василики Кравари ревидирала је текст о српским актима у манастиру Ватопеду за издање  Actes de Vatopédi III, за исту колекцију.
Године 2010. изабрана је за члана филолошко-историјског друштва Парнасос и том  приликом је одржала предавање Атон - монашка држава у средњем веку. Новембра 2012 изабрана је за редовног члана САНУ.

## Учествовање на научним скуповима
Учествовала је на следећим научним скуповима:
- Округли сто САНУ Љубомир Ковачевић – живот и дело, 3. децембра 2008.
- Средњовековно право у Срба у огледалу историјских извора, Научни скупови САНУ, 19-21. март, 2009.
- Пад Српске деспотовине 1459. године 12-14. новембар, 2009.
- Шестом конгресу посвећеном Светој Гори Света Гора у 15. и 16. веку, Солун 25–27. новембар 2011.
- Осмом конгресу посвећеном Светој Гори Света Гора и ученост, Солун 22–24. новембар 2013.
- Шестој међународној хиландарској конференцији, 19–21. јул 2013. са темом Откривање Хиландара.
- У Српској академији наука и уметности одржала је приступну беседу 23. маја 2013. године са темом: Значај мора у животу Светогораца.

Као члан комисије учествовала је у многим одбранама докторских дисертација, а рецензент је и неколико књига.
За потребе Одбора за изворе српског права САНУ рецензирала је превод Синтагме Матије Властара, који је учинила проф. др Татјана Суботин-Голубовић. Уредник је, са Зораном Ракићем, књиге преведене са грчког језика архимандрита Херувима,  Из Богородичиног врта, Београд 2012 – издање Друштва пријатеља Свете Горе и Хиландарске задужбине.

## Признања и награде
За свох рад награђена је наградом „Schlumberger“ којом је Француска академија (Institut de France. Académie des Inscriptions et Belles-Lettres) наградила ауторе: Мирјану Живојиновић, Василики Кравари и Кристофа Жиро (2010) за први том издања грчких аката манастира Хиландара, XX том едиције Archives de l’Athos: Actes de Chilandar I, Paris (1998).

## Важнији радови
- Живојиновић, Мирјана (1964). „Словенски пролог Житија царице Ирине”. Зборник радова Византолошког института. 8 (2): 483—492.
- Живојиновић, Мирјана (1967). „Судство у грчким областима Српског царства”. Зборник радова Византолошког института. 10: 197—249.
- Живојиновић, Мирјана (1968). „Аделфати у Византији и средњовековној Србији”. Зборник радова Византолошког института. 11: 241—270.
- Живојиновић, Мирјана (1970). „О аутентичности Светогорског типика патријарха Антонија од маја 1394.”. Зборник радова Византолошког института. 12: 79—90.
- Живојиновић, Мирјана (1971). „Светогорски протат после прота Исака”. Зборник радова Византолошког института. 13: 203—206.
- Живојиновић, Мирјана (1972). Светогорске келије и пиргови у средњем веку. Београд: Византолошки институт.
- Живојиновић, Мирјана (1973). „О времену постанка епископије Јериса”. Зборник радова Византолошког института. 14-15: 155—158.
- Живојиновић, Мирјана (1974). „Монашки аделфати на Светој гори”. Зборник Филозофског факултета. Београд. 12 (1): 291—303.
- Живојиновић, Мирјана (1975). „Болница краља Милутина у Цариграду”. Зборник радова Византолошког института. 16: 106—117.
- Живојиновић, Мирјана (1976). „Света Гора у доба Латинског царства”. Зборник радова Византолошког института. 17: 77—92.
- Живојиновић, Мирјана (1977). „О боравцима светог Саве у Солуну”. Историјски часопис. 24: 63—71.
- Живојиновић, Мирјана (1978). „Света Гора и Лионска унија”. Зборник радова Византолошког института. 18: 141—154.
- Живојиновић, Мирјана (1979). „Ктиторска делатност светога Саве”. Сава Немањић-свети Сава: Историја и предање. Београд: САНУ. стр. 15—26.
- Живојиновић, Мирјана (1979). „О Јовану Палеологу, брату Михаила VIII”. Зборник Филозофског факултета. Београд. 14 (1): 103—122.
- Živojinović, Mirjana (1979). „O napadima Turaka na Svetu Goru na osnovu vizantijskih izvora”. Jugoslovenski istorijski časopis. 18 (1-2): 5—19.
- Живојиновић, Мирјана (1981). „Духовник манастира Хиландара”. Историјски часопис. 28: 5—16.
- Živojinović, Mirjana (1982). „De nouveau sur le séjour de l'empereur Dušan à l'Athos”. Зборник радова Византолошког института. 21: 119—126.
- Живојиновић, Мирјана (1982). „Јован V Палеолог и Јован VI Кантакузин од 1351. до 1354. године”. Зборник радова Византолошког института. 21: 128—141.
- Живојиновић, Мирјана (1983). „Светогорци и стонски доходак”. Зборник радова Византолошког института. 22: 165—206.
- Живојиновић, Мирјана; Бубало, Ђорђе (2003). „Акт прота Теофана за манастир Вериота (април 1312, инд. 10) у старосрпском преводу XV века”. Зборник радова Византолошког института. 40: 245—262.
- Живојиновић, Мирјана; Суботин-Голубовић, Татјана (2004). „Акт господина Константина Драгаша и царице Евдокије манастиру Ивирону (13. јануар, око 1380)”. Хиландарски зборник. 11: 287—294.
- Живојиновић, Мирјана (2005). „Света Гора око 1204. године”. 950 година од Великог раскола (1054) и 800 година од пада Цариграда у руке крсташа (1204): Међународни научни симпосион. Београд: Православни богословски факултет. стр. 91—99.
- Живојиновић, Мирјана (2006). „Драгаши и Света Гора”. Зборник радова Византолошког института. 43: 41—57.
- Живојиновић, Мирјана (2008). „Црквењаци на Светој Гори и њихове дужности” (PDF). Историјски часопис. 56: 69—86.
- Живојиновић, Мирјана (2009). „Византијске правне норме и судска надлежност у средњовековној Србији”. Средњовековно право у Срба у огледалу историјских извора. Београд: САНУ. стр. 151—164.
- Живојиновић, Мирјана (2010). „Рад Љубомира Ковачевића на издавању докумената”. Глас САНУ. 414 (15): 23—28.
- Живојиновић, Мирјана (2012). „Акти сабора у Крупиштима”. Глас САНУ. 420 (16): 99—1131.
- Живојиновић, Мирјана (2015). „Подаци повеља деспота Стефана Лазаревића о Светој Гори: Пример Хиландара”. Зборник радова у част академику Десанки Ковачевић Којић. Бања Лука: АНУРС. стр. 95—102.
- Живојиновић, Мирјана (2017). „Грчки акти у преводу на стари српски језик” (PDF). Хиландарски зборник. 14: 39—45.
- Живојиновић, Мирјана (2018). „Питање веродостојности преписа повеља династије Немањића: Архив манастира Хиландара”. Контроверзе у српској историографији. Београд: САНУ. стр. 1—22.
- Живојиновић, Мирјана (2020). „Велики жупан Стефан Немањић – метох у Хвосну”. Стефан Првовенчани и његово доба. Београд: Историјски институт. стр. 83—98.
- Живојиновић, Мирјана (2020). „Јеромонах Доротеј - игуман манастира Хиландара (1355—1360) и прот Свете Горе (1356—1366)” (PDF). Nomophylаx: Зборник радова у част Срђана Шаркића. Београд: Правни факултет Универзитета Унион; Службени гласник. стр. 379—394.